# Fischenthal
Fischenthal es una comuna suiza del cantón de Zúrich, situada en el distrito de Hinwil. Limita al noroeste con las comunas de Bauma y Sternenberg, al norreste con Fischingen (TG), al este con Mosnang (SG) y Goldingen (SG), al sur con Wald, al suroeste con Hinwil, y al oeste con Bäretswil.